# 妙善寺 (川越市)
妙善寺（みょうぜんじ）は、埼玉県川越市にある天台宗の寺院。山号は道人山。小江戸川越七福神第1番札所であり毘沙門天像を祀る。

## 歴史
寛永3年(1624年)に尊能により創建された。天明8年(1788年)に火災にあい消失。1978年（昭和53年）に再建。

## 本尊
- 不動明王

## 交通
- 川越駅（東武鉄道・東日本旅客鉄道（JR東日本））

## 年中行事
- 10月13日 - いもの日まつり。1995年（平成7年）建立の川越さつまいも地蔵尊を中心として毎年10月13日に行われる[3][4]。